# Alphonse-Gabriel Foucault

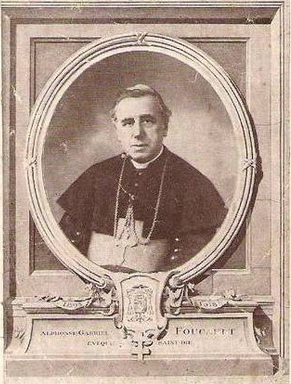
Alphonse-Gabriel Foucault

Alphonse-Gabriel Foucault (auch Alphonse Foucault; * 24. März 1843 in Senonches; † 28. Mai 1930 in Saint-Dié) war ein französischer römisch-katholischer Geistlicher und Bischof von Saint-Dié.

## Leben
Er stammte aus bürgerlichen Verhältnissen und war der Sohn eines Schneiders. Nach dem Besuch des Knabenseminars in Saint-Chéron ging er auf das Priesterseminar in Chartres. Bereits vor seiner Priesterweihe am 27. Mai 1866 arbeitete er als Lehrer am Knabenseminar in Nogent-le-Rotrou und setzte diese Tätigkeit fort, bis er 1872 als Dozent für Rhetorik an die Institution Notre-Dame in Chartres berufen wurde. Im Jahr 1883 wurde er mit einer Arbeit über Yves de Chartres an der theologischen Fakultät von Chartres zum Doctor theologiae promoviert.

Wappen von Alphonse-Gabriel Foucault

Im Januar 1893 wurde Alphonse-Gabriel Foucault zum Bischof von Saint-Dié erwählt. Die Bischofsweihe spendete ihm am 20. März desselben Jahres  der Bischof von Chartres François Lagrange; Mitkonsekratoren waren Frédéric-Henri Oury, Bischof von Dijon, und François Hautin, Bischof von Évreux.
Zwei historische Ereignisse kennzeichnen sein Episkopat: der Erlass des Gesetzes zur Trennung von Kirche und Staat, das einen Großteil des Bistumsvermögens enteignete; und der Erste Weltkrieg, während dessen er in Saint-Dié blieb und die betroffenen oder dem Feuer ausgesetzten Gemeinden besuchte. Er kümmerte sich um die materiellen und spirituellen Bedürfnisse der Kleriker in den Vogesen und stellte die Diözesankasse wieder her.
Unter seiner Verantwortung wurde die Basilika von Bois-Chenu in Domrémy fertiggestellt, die 1926 von Bischof Eugène Curien eingeweiht wurde, nachdem Alphonse-Gabriel Foucault 1909 die Seligsprechung und 1920 die Heiligsprechung von Jeanne d’Arc gefeiert hatte.

## Ehrungen
- 1919: Ritter der Ehrenlegion[4]
- 1929: Offizier der Ehrenlegion[4]